# روزانا مانوکیان
روزانا روبنی مانوکیان (ارمنی: Ռուզաննա Ռուբենի Մանուկյան؛ انگلیسی: Ruzanna Manukyan؛ زادهٔ ۲۸ ژوئیهٔ ۱۹۴۸) برزشناسی en:Agriculturist اهل ارمنستان است. 

## زندگی‌نامه
وی در ۲۸ ژوئیهٔ ۱۹۴۸ در ایروان به دنیا آمد وی دختر روبن مانوکیان بود. وی از دانشگاه ملی علوم کشاورزی ارمنستان (۱۹۷۱) فارغ‌التحصیل گشت. 

## یادداشت
1. ↑  գյուղատնտեսական գիտությունների դոկտոր